# Nilea lobeliae
Nilea lobeliae är en tvåvingeart som först beskrevs av Daniel William Coquillett 1897.  Nilea lobeliae ingår i släktet Nilea och familjen parasitflugor. Inga underarter finns listade i Catalogue of Life.